# Cratere Riley
Riley  è un cratere sulla superficie di Venere. È intitolato alla botanica britannica del XIX secolo Margaretta Riley.